# Hudson, Michigan
Hudson är en stad i Lenawee County i Michigan. Vid 2010 års folkräkning hade Hudson 2 307 invånare.